# Il supermercato più pazzo del mondo
Il supermercato più pazzo del mondo (Check It Out!) è una serie televisiva in 66 episodi scritta e prodotta in Canada a Toronto tra il 1985 e il 1988.

## Descrizione
Il titolo originale della serie, "Check it out!" nello slang britannico significa genericamente "Listen to this!" ("Ascolta questo!") ma in questo caso è traducibile come "Prova questo!" (riferito al prodotto) poiché il telefilm è ambientato in un supermercato chiamato "Cobb's". La sitcom venne a sua volta ispirata da una omologa serie britannica intitolata "Tripper's day", quest'ultima mai giunta in Italia. Vinse numerosi premi, tra cui il "Gemini Awards" (corrispondente canadese del Emmy's Awards americano). L'attore Don Adams e l'attrice Kathleen Laskey vennero premiati come migliori protagonisti di una serie televisiva comica.
La serie venne trasmessa in Italia a cavallo fra gli anni ottanta e novanta su diverse emittenti private.

## Personaggi e interpreti
- Howard Bannister, interpretato da Don Adams
  È direttore del supermercato "Cobb's", nonché protagonista della serie. Innamorato della sua segretaria Edna, rimarrà impaurito dall'idea di una possibile unione fra i due e non avrà mai piani per un suo futuro come marito di Edna (infatti continuerà a fare la corte a molte ragazze che lavorano nel suo supermercato). Howard si distinguerà dagli altri personaggi anche per il suo senso ironico e per il suo humor piuttosto graffiante.
- Edna Moseley, interpretata da Dinah Christie.
 È la segretaria di Howard nonché sua amante. Frustrata del suo rapporto con Howard, non riuscirà mai a trovare una spiegazione razionale per la quale continuare a stare con Howard. Edna è sensibile, intelligente, raffinata. Inizialmente non viene vista per quello che è dagli occhi di Howard, ma, successivamente, Edna si farà apprezzare dal suo amante.
- Marlene Weimaraner, interpretata da Kathleen Laskey.
 È una cassiera del supermercato "Cobb's". Il suo stile è il punk anni ottanta. Conseguentemente, in ogni puntata i suoi capelli hanno acconciature particolari e colori sgargianti. Non ha paura di nulla e di nessuno, parla sempre in tono sarcastico e sempre con una battuta pronta.
- Leslie Rappaport, interpretato da Aaron Schwartz.
 È il cassiere omosessuale della serie. Non perde un attimo a mostrare la sua omosessualità ed a "provarci" con i clienti del supermercato.
- Murray Amherst, interpretato da Simon Reynolds.
 È il teenager che lavora nel magazzino del supermercato. Il ragazzo mostra la tipica ingenuità adolescenziale e, con essa, anche la tipica vivacità di un'adolescente.

## Episodi
| Stagione         | Episodi | Prima TV Canada | Prima TV Italia |
| ---------------- | ------- | --------------- | --------------- |
| Prima stagione   | 22      | 1985-1986       |                 |
| Seconda stagione | 22      | 1986-1987       |                 |
| Terza stagione   | 22      | 1987-1988       |                 |